# Adam Schaff

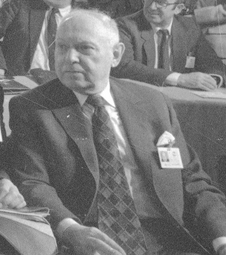
Adam Schaff na Kongresie Intelektualistów w Obronie Pokojowej Przyszłości Świata w hotelu Victoria w Warszawie (1986)

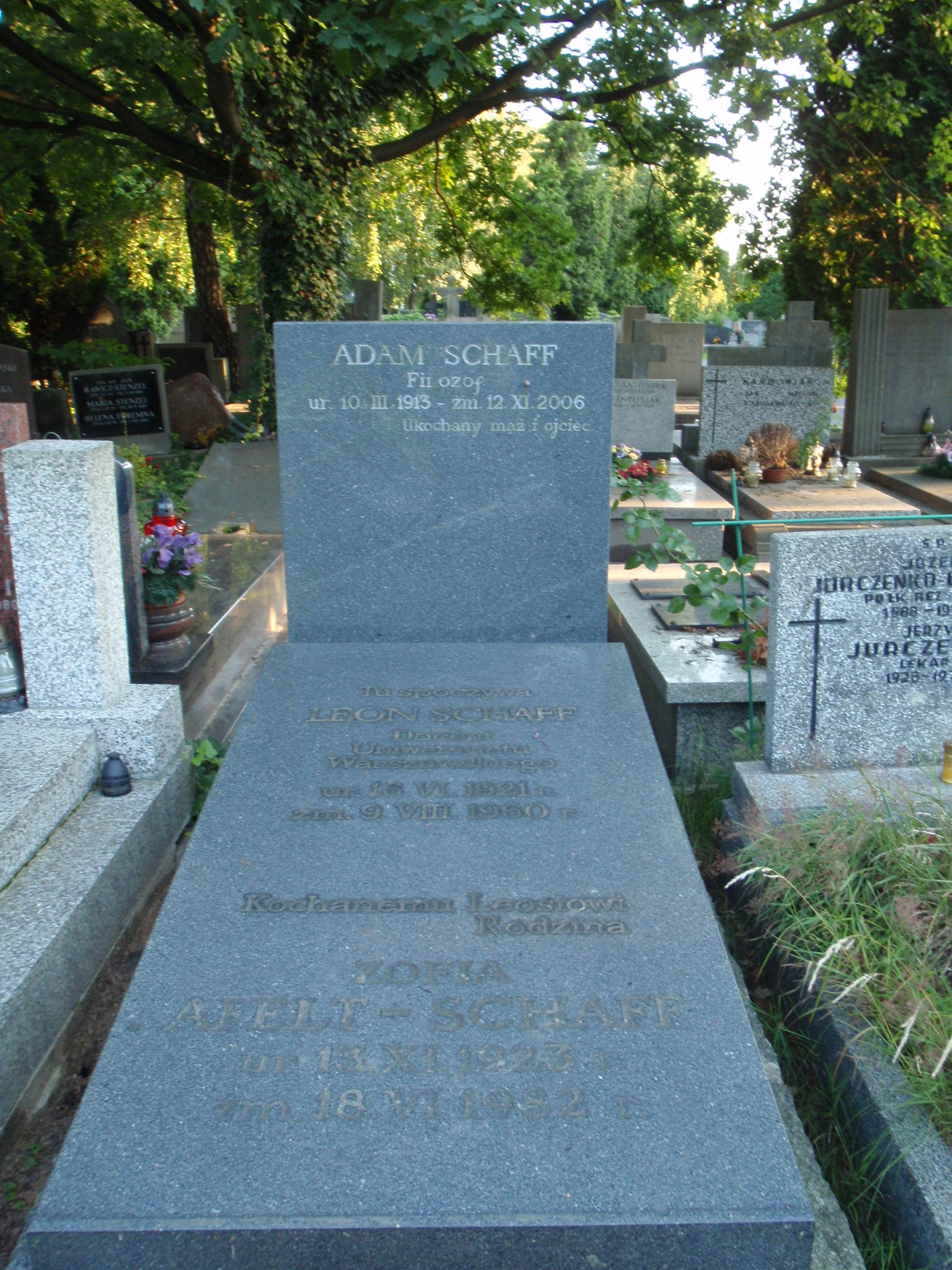
Grób Adama Schaffa na cmentarzu Wojskowym na Powązkach w Warszawie

Adam Schaff (ur. 10 marca 1913 we Lwowie, zm. 12 listopada 2006 w Warszawie) – polski filozof pochodzenia żydowskiego. Początkowo prezentujący poglądy konserwatywnego nurtu filozofii marksistowskiej, specjalizujący się w epistemologii (teorii poznania); następnie ideolog eurokomunizmu, pod koniec życia zbliżający się w poglądach do współczesnych antyglobalistów. 

## Życiorys
Urodził się w zasymilowanej rodzinie żydowskiej. Był synem wziętego lwowskiego adwokata. W latach 1931–1936 studiował prawo i ekonomię polityczną na Uniwersytecie Jana Kazimierza we Lwowie, które ukończył z podwójnym magisterium oraz we własnym jedynie zakresie filozofię. Wiedzę uzupełniał w paryskiej École des Sciences Économiques et Politiques, gdzie gromadził materiały do przygotowywanej pod kierunkiem Stanisława Grabskiego rozprawy doktorskiej z zakresu ekonomii.
W 1932 wstąpił do KPP. W 1937 został aresztowany za działalność w komunistycznej organizacji studenckiej. Od 1945 działał w PPR, a od 1948 w PZPR. 
Od 1941 przebywał w Moskwie, gdzie na Uniwersytecie Moskiewskim ukończył studia filozoficzne i uzyskał stopień kandydata nauk filozoficznych (1941), a w Instytucie Filozofii Akademii Nauk ZSRR stopień doktora nauk filozoficznych (habilitację) (1945). Nawiązał kontakt z lwowskim profesorem, filozofem Leonem Chwistkiem (zm. 1944), który pozytywnie ocenił jego pracę doktorską. W latach 1944–1946 kierował polskim zespołem Radia Moskwa.
Od 1945 zajmował stanowisko profesora na Uniwersytecie Łódzkim, a od 1949 na Uniwersytecie Warszawskim, gdzie kierował Katedra Materializmu Dialektycznego i Historycznego na Wydziale Humanistycznym. Był członkiem Komitetu Centralnego Polskiej Partii Robotniczej. W tych latach reprezentował poglądy stalinowskie. I sekretarz POP PZPR na Uniwersytecie Warszawskim. Rok później pod patronatem KC PZPR założył ideologiczny Instytut Kształcenia Kadr Naukowych, którym kierował do 1954. W tym roku stanął na czele Instytutu Nauk Społecznych przy KC PZPR, w 1957 został kierownikiem Wyższej Szkoły Nauk Społecznych przy KC PZPR, którą kierował do 1968. Od 1950 należał do Towarzystwa Naukowego Warszawskiego. W latach 1951–1956 był redaktorem naczelnym „Myśli Filozoficznej”. W latach 1952–1953 był kierownikiem Instytutu Filozoficznego Uniwersytetu Warszawskiego. W latach 50. znany był także z publikacji prasowych bezkrytycznie opiewających Stalina, od 1956 związany z „frakcją” puławian. Wykładał również na Wieczorowym Uniwersytecie Marksizmu-Leninizmu, który w tamtych latach kończył m.in. Wojciech Jaruzelski. Schaff był uważany za głównego i oficjalnego ideologa PZPR. Od 1952 był członkiem Polskiej Akademii Nauk (krajowy członek rzeczywisty) kierując w latach 1956–1968 Instytutem Filozofii i Socjologii PAN i wchodząc w skład prezydium PAN w latach 1958-1968. Był także członkiem Polskiego Komitetu ds. UNESCO. W 1969 został członkiem Klubu Rzymskiego. W latach 1969–1985 przewodniczył Radzie Dyrektorów Europejskiego Ośrodka Koordynacji Badań i Dokumentacji w Naukach Społecznych (CEUCORS) w Wiedniu. Od 1987 był pierwszym prezesem Polskiego Towarzystwa Współpracy z Klubem Rzymskim.
W 1959 promował badania filozofii średniowiecznej prowadzone przez absolwentów Katolickiego Uniwersytetu Lubelskiego. Był protektorem zakładanego przez Adama Michnika Klubu Poszukiwaczy Sprzeczności. W 1965 opublikował książkę Marksizm a jednostka ludzka, w której postawił ryzykowną wówczas tezę, że w społeczeństwie socjalistycznym alienacja jednostki może istnieć w dalszym ciągu. Zyskał przez to u ówczesnych władz opinię rewizjonisty. Na fali zmian 1968, wskutek antysemickiej nagonki prasowej, w dniach 6–7 lipca został usunięty z KC PZPR i odsunięty od wpływu na naukę filozofii w PRL. We wspomnieniach pisał, że miał podstawy, by bać się wtedy o swoje życie.
W czasie trwania stanu wojennego był ostrym krytykiem Solidarności; znana była jego propozycja zgłoszenia kandydatury Wojciecha Jaruzelskiego do Pokojowej Nagrody Nobla. Współpracował z MSW PRL w akcjach wywiadowczych przeciwko USA. 27 czerwca 1984 został wydalony z PZPR mimo poparcia udzielonego gen. Jaruzelskiemu. Powodem było to, że swoje poglądy na temat ideologii i polityki PZPR ośmielił się prezentować poza oficjalnym forum partyjnym. Po przemianach społecznych w 1989 pozostał konsekwentny i nadal wierny swoim ideom, prezentując m.in. pogląd marksizmu demokratycznego jako recepty na kapitalizm, który według niego nie poradzi sobie z głodem i bezrobociem strukturalnym, że przyszłością ludzkości jest nadal socjalizm, choć ten przyszły ustrój nie musi się tak nazywać.
Otrzymał doktoraty honorowe uniwersytetów Michigan w Ann Arbor, Nancy oraz paryskiej Sorbony. Wśród wypromowanych przez niego doktorów byli Leszek Kołakowski (1953), Henryk Holland (1958), Józef Niżnik (1970/1), Tadeusz Buksiński (1973).
Zmarł w Warszawie, pochowany w grobie rodzinnym na cmentarzu Wojskowym na Powązkach (kwatera II B 28-9-27).

## Główne prace
- Pojęcie i słowo. Próba analizy marksistowskiej, Spółdzielnia Wydawnicza „Książka”, Łódź 1946.
- Wstęp do teorii marksizmu. Zarys materializmu dialektycznego i historycznego, Spółdzielnia Wydawnicza „Książka”, Warszawa 1947 (wyd. V: 1950).
- Narodziny i rozwój filozofii marksistowskiej, Książka i Wiedza, Warszawa 1950.
- Z zagadnień marksistowskiej teorii prawdy, Książka i Wiedza, Warszawa 1951.
  - Przekłady na niemiecki (1954), serbskochorwacki (1960), hiszpański (1964).
  - Wydanie drugie, niemieckie, rozszerzone przez autora: Theorie der Wahrheit. Versuch einer marxistischen Analyse, Europa, Wiedeń 1971.
- Obiektywny charakter praw historii. Z zagadnień marksistowskiej metodologii historiografii, PWN, Warszawa 1955.
  - Przekład czeski (1957).
- Spór o zagadnienie moralności, Książka i Wiedza, Warszawa 1958.
- Wstęp do semantyki, PWN, Warszawa 1960.
  - Przekłady na niemiecki (1960), angielski (1962), czeski, rosyjski (1963), hiszpański, rumuński (1966), szwedzki, węgierski (1967), francuski (1968), japoński (1969), włoski (1974), chiński (1979).
- Marksizm a egzystencjalizm, Książka i Wiedza, Warszawa 1961 (wyd. II z 1963 i III z 1965 jako Filozofia człowieka. Marksizm a egzystencjalizm)
  - Przekłady na angielski (1963), hiszpański, norweski, słowacki, słoweński (1964), niemiecki (1965), duński (1970), grecki (1979), chiński (2014).
- Główne zagadnienia i kierunki filozofii. Wykłady na Uniwersytecie Warszawskim 1957–1958. Cz. 1: Teoria poznania, PWN, Warszawa 1962.
- Język a poznanie, PWN, Warszawa 1964.
  - Przekłady na niemiecki (1964), angielski (1973, ze wstępem Noama Chomsky'ego), włoski (1973), francuski, japoński, portugalski (1974).
- Marksizm a jednostka ludzka, PWN, Warszawa 1965.
  - Przekłady na niemiecki (1965), słowacki (1966), serbskochorwacki (1967), francuski, węgierski (1968), angielski (1970, ze wstępem Ericha Fromma), włoski (1973).
- Szkice z filozofii języka, Książka i Wiedza, Warszawa 1967.
  - Przekłady na niemiecki (1968), francuski, włoski (1969), hiszpański (1973).
- Historia i prawda, Książka i Wiedza, Warszawa 1970.
  - Przekłady na niemiecki (1970), francuski (1971), japoński (1973), hiszpański (1974), angielski (1976), duński (1977), chiński (2014).
- Gramatyka generatywna a koncepcja idei wrodzonych, Książka i Wiedza, Warszawa 1972.
- Structuralisme et marxisme, tłum. Claire Brendel, Anthropos, Paryż 1974 (również w wersji niemieckiej 1974, włoskiej 1976 i angielskiej 1978).
- (z Lucienem Sèvem) Marxismo e umanesimo. Per un'analisi semantica delle „Tesi su Feuerbach” di K. Marx, Dedalo, Bari 1975.
- Humanismus, Sprachphilosophie, Sprachphilosophie, Erkenntnistheorie des Marxismus. Philosophische Abhandlungen, Europa, Wiedeń 1975.
  - Przekład na włoski (1977).
- Szkice o strukturalizmie, Książka i Wiedza, Warszawa 1975.
  - Przekład na chiński (2009).
- Entfremdung als soziales Phänomen, Europa, Wiedeń 1977.
  - Przekłady na hiszpański (1979), angielski (1980), japoński (1984), chiński (2015).
  - Wydanie polskie: Alienacja jako zjawisko społeczne, Książka i Wiedza, Warszawa 1999, ISBN 83-05-13097-5
- Stereotypen und das menschliche Handeln, Europa, Wiedeń 1980.
  - Wydanie polskie: Stereotypy a działanie ludzkie, Książka i Wiedza, Warszawa 1981.
- Die kommunistische Bewegung am Scheideweg, Europa, Wiedeń 1982.
  - Przekłady na francuski (1982), duński (1983), serbskochorwacki (1985).
  - Wydanie polskie: Ruch komunistyczny na rozdrożu, Instytut Badania Współczesnych Problemów Kapitalizmu, Warszawa 1984.
- Polen heute, Europa, Wiedeń 1984.
- Wohin führt der Weg? Die gesellschaftlichen Folgen der zweiten industriellen Revolution, Europa, Wiedeń 1985.
  - Wydanie polskie: Dokąd prowadzi droga? Skutki społeczne drugiej rewolucji przemysłowej, Glob, Szczecin 1988.
  - Przekład portugalski (1990), perski (1997).
- Wohin führt der Weg? Überleben in der Informationsgesellschaft, Goldmann, Monachium 1987.
- Perspektiven des modernen Sozialismus, Europa, Wiedeń 1988.
  - Wydanie polskie: Perspektywy współczesnego socjalizmu, Glob, Szczecin 1990.
  - Przekład perski (1998), hiszpański (2000).
- Ökumenischer Humanismus, O. Müller, Salzburg 1992.
  - Przekład hiszpański (1993).
  - Wydanie polskie: Humanizm ekumeniczny, Wydawnictwo „Kto jest Kim”, Warszawa 2012. ISBN 978-83-906213-7-1
- Pora na spowiedź, Polska Oficyna Wydawnicza „BGW”, Warszawa 1993, ISBN 83-7066-513-6 (autobiograficzna).
- El marxismo a final de siglo, Ariel, Barcelona 1994.
- Notatki kłopotnika, BGW, Warszawa 1995, ISBN 83-7066-648-5.
  - Przekład hiszpański (1997).
- Medytacje, Wydawnictwo Projekt, Warszawa 1997, ISBN 83-203-1243-7.
  - Przekład francuski, włoski (2001).
- Próba podsumowania, Wydawnictwo Naukowe Scholar, Warszawa 1999, ISBN 83-87367-53-2 (autobiograficzna).
- Książka dla mojej żony, Wydawnictwo JJK, Warszawa 2001, ISBN 83-913643-2-1 (autobiograficzna).
- Korespondencja, Mag, Warszawa 2010.

## Ordery i odznaczenia
- Krzyż Wielki Orderu Odrodzenia Polski (3 lutego 1998)[15]
- Order Sztandaru Pracy I klasy (1964)[16]
- Krzyż Oficerski Orderu Odrodzenia Polski (22 lipca 1951)[17]
- Medal im. Mikołaja Kopernika Polskiej Akademii Nauk (1986)[18]

## Nagrody
- Nagroda Państwowa I stopnia za pracę w zakresie filozofii w minionym dziesięcioleciu (1955)[19]
- Nagroda Państwowa I stopnia z okazji 20-lecia Polski Ludowej (22 lipca 1964)[20]
- Nagroda im. Ludwika Waryńskiego (1989) za pracę „Dokąd prowadzi droga? Skutki społeczne drugiej rewolucji przemysłowej” (Wydawnictwo „Glob”, 1988)[21]